# Euploea terentilla
Euploea terentilla är en fjärilsart som beskrevs av Hans Fruhstorfer 1910. Euploea terentilla ingår i släktet Euploea och familjen praktfjärilar. Inga underarter finns listade i Catalogue of Life.